# Ministerium für Erdöl und Mineralien Osttimors
Das Ministerium für Erdöl und Mineralien Osttimors (tetum Ministériu Petróleu no Minerais; portugiesisch Ministério do Petróleo e Minerais; kurz: MPM) ist die osttimoresische Regierungsbehörde für die Energiepolitik und die Bodenschätze des Landes. Die Leitung obliegt dem Minister für Erdöl und Mineralien des Landes. In der II. Übergangsregierung Osttimors wurde mit einem Staatssekretär erstmals ein Amt speziell für die Verwaltung der Bodenschätze eingeführt. 2005 wurde mit dieser Position ein Minister betraut, nachdem das Ressort vom Wirtschaftsressort abgetrennt wurde. Ihnen unterstellt wurden Vizeminister und Staatssekretäre. In der VII. Regierung wurden die Zuständigkeiten für Erdöl und andere mineralische Ressourcen auf zwei Minister verteilt.

## Aufgaben

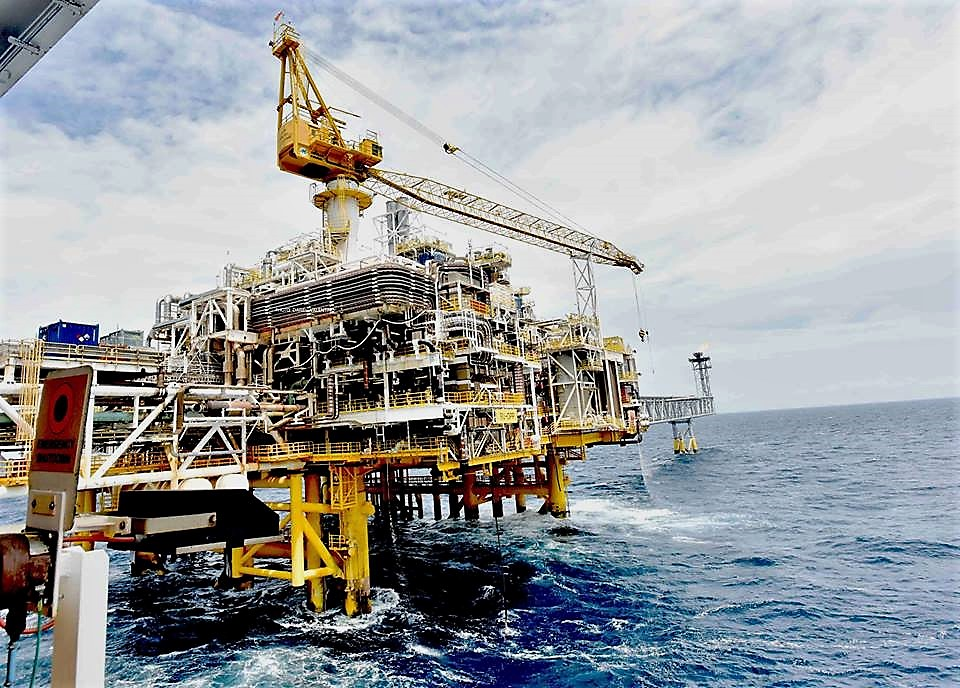
Gasförderplattform im Bayu-Undan-Feld in der Timorsee

Das Ministerium für Erdöl und Mineralien ist die Regierungsabteilung, die für die Gestaltung und Umsetzung der Energiepolitik und das Management der Bodenschätze zuständig ist, einschließlich Erdöl und strategischer Erze, die vom Ministerrat genehmigt wurden, sowie für die Genehmigung und Regulierung von Rohstoffaktivitäten. Dazu kümmert sie sich um  industrielle Tätigkeiten mit Erdöl und Mineralien, einschließlich Petrochemie und Erdölraffinerien.
Zu den Aufgaben des Ministeriums gehören die Ausarbeitung und Vorschlag der Politik und von Gesetzentwürfen und die Regulierung der Aktivitäten in diesen Sektor, die Gewährleistung einer maximalen Beteiligung Osttimors im Erdölsektor und an den Bodenschätzen durch geeignete rechtliche, administrative und technische Instrumente, die Förderung nationaler Chancen in diesem Sektor, um die dafür aufgewendeten externen Investitionen anzuziehen und zu sichern, die Überwachung der Umsetzung der Verträge und der sektoralen Umsetzung der einschlägigen Instrumente und die Führung von Verhandlungen über das Entwicklungsmodell des Erdgasfeldes Greater Sunrise und anderer Angelegenheiten im Zusammenhang mit der Ausübung der Gerichtsbarkeit in der Timorsee sowie im Bereich des Sonderregimes des Greater Sunrise gemäß dem Vertrag zwischen Australien und Osttimor vom 6. März 2018, der ihre Grenzen in der Timorsee festlegt hat.

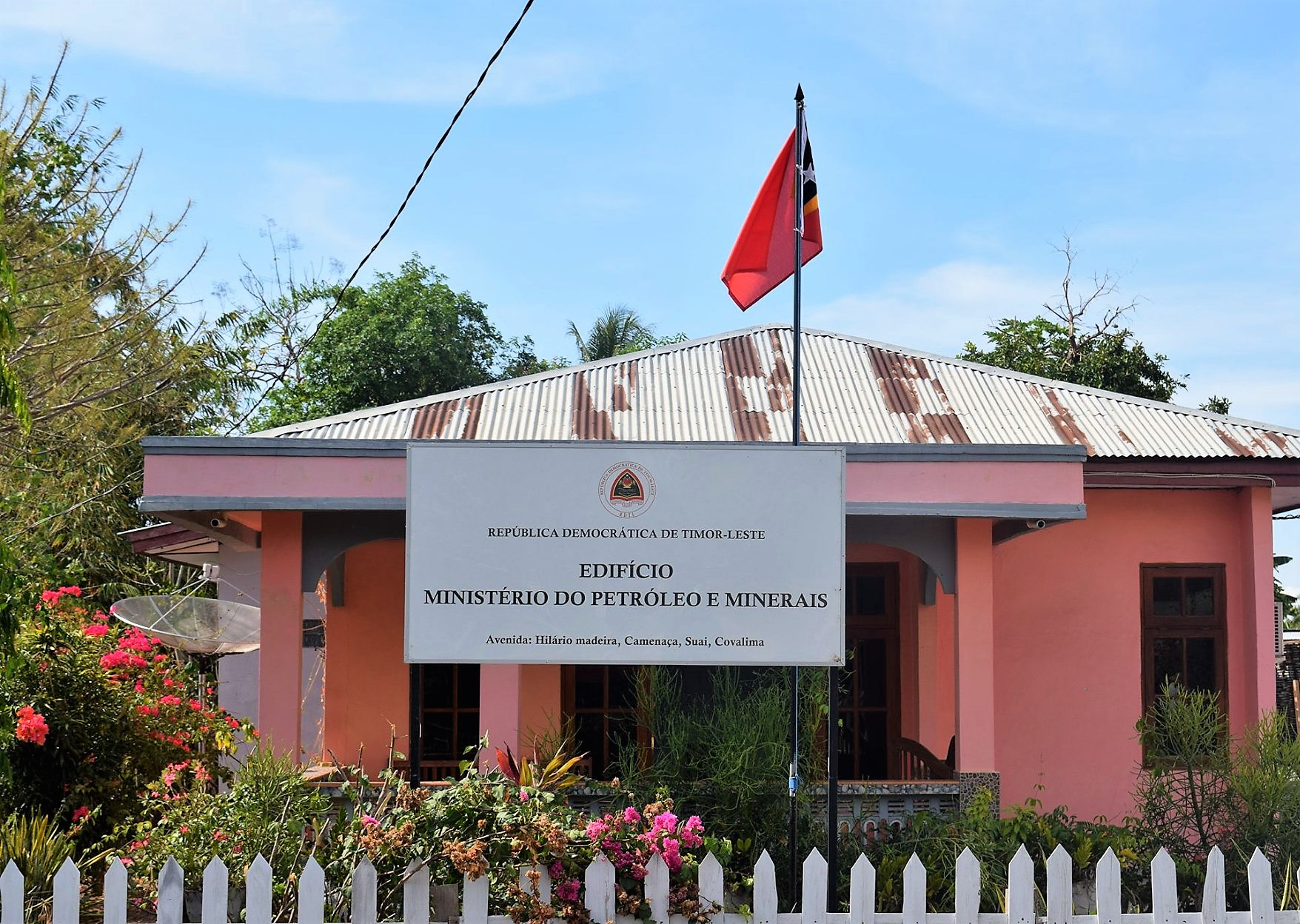
Sitz des Ministeriums in Suai

Des Weiteren ist das Ministerium beauftragt mit der Beratung der Regierung in Erdöl- und Bergbaufragen im Zusammenhang mit der Abgrenzung der See- und Landgrenzen Osttimors und Ernennung von Vertretern und Beratern zur Integration seines technischen Teams, der Koordinierung und Durchführung des „Tasi Mane project“, der Schaffung der rechtlichen und institutionellen Strukturen, die als notwendig oder angemessen erachtet werden, sowie Lizenzierung und Überwachung der Aktivitäten, die dem „Tasi Mane project“ zugeordnet werden, der Festlegung spezifischer Vertragsbedingungen für die Exploration und Nutzung von Erdölressourcen und Bergbaulizenzen in Übereinstimmung mit den gesetzlich festgelegten allgemeinen Bedingungen, die Gewährleistung der obligatorischen Mindestbrennstoffreserven und ihrer regelmäßigen Versorgung des Marktes und der öffentlichen Energieerzeugungsstätten, der Regulierung, Genehmigung und Überwachung der Aktivitäten von „Downstream“ im Sinne des Decreto Lei Nr. 1/2012 vom 1. Februar 2012 und der ergänzenden Vorschriften, insbesondere für Import, Export, Transport, Lagerung, Vertrieb und Vermarktung, Großhandel oder Einzelhandel mit Kraftstoffen und anderen Erdölprodukten sowie Import von Rohöl und Erdgas sowie anderen Rohstoffen zur Raffination und für andere petrochemische Aktivitäten, die Gewährleistung von Gasressourcen für den Inlandsverbrauch in Osttimor für Wohn- und Industriezwecke sowie Förderung und Entwicklung der erforderlichen Projekte für eine effiziente und sichere Nutzung dieser Ressourcen; Förderung und Entwicklung von Initiativen zur Ausbildung und Qualifizierung timoresischer Arbeitnehmer für die von ihm betreuten Tätigkeiten in Abstimmung mit den Ministerien und anderen relevanten öffentlichen oder privaten Einrichtungen, die Genehmigung von Projekten der verarbeitenden Industrie im Zusammenhang mit der Verarbeitung, Behandlung, Umwandlung oder Verarbeitung von Rohöl, seinen Derivaten und Mineralien, insbesondere Raffinerien, Gasverflüssigungsanlagen oder Petrochemikalien, nach der Gewinnung, die Durchführung von Umweltgenehmigungsverfahren unter Berücksichtigung der Komplexität und des technischen Fachwissens des Öl- und Mineralressourcensektors und die Genehmigung entsprechender Umweltlizenzen in diesem Sektor, die Ausübung der Befugnisse zur Überwachung der indirekten Verwaltung in diesem Sektor, sowohl institutionell, als auch gewerblich, die Entwicklung von Kenntnissen und Forschungen über die geologische Struktur von Böden und Untergrund sowie über die nationalen hydrogeologischen Ressourcen, dem Ministerrat die Aufzählung und Klassifizierung strategischer Mineralien und die Genehmigung des für jede öffentliche Ausschreibung geltenden Mandats vorzuschlagen und die Zuweisung von Bergbaurechten zu genehmigen, den rechtlichen Abschluss von Bergbauverträgen, die Erteilung von Prospektions-, Forschungs- und Produktionslizenzen und die Erteilung von Genehmigungen zur Erweiterung bestehender Mineralrechte auf andere Mineralien sowie der Genehmigung aller darin enthaltenen Studien, Berichte und Projekte, die Kündigung oder Rücknahme von Bergbaurechten gemäß den gesetzlichen und vertraglich festgelegten Bedingungen und die Abtretung oder Übertragung von Bergbaurechten sowie den Kontrollwechsel in einem Unternehmen mit Bergbaurechten zu genehmigen. Im Falle von Enteignungsprozessen gemäß dem Gesetz Nr. 8/2017 vom 26. April 2017 fungiert das Ministerium als Begünstigter der Enteignung und errichtet eine Verwaltung, die für die Wahrnehmung der Tätigkeiten ihrer Zuständigkeit oder ihres Subjekts erforderlich sind, zu ihrer Aufsicht oder Vormundschaft. Schließlich ist das Ministerium verantwortlich für alle anderen für den Sektor geltenden Gesetze, den Vorschlag und der Förderung der Gründung einer Aktiengesellschaft, deren Ziel es ist, Bergbautätigkeiten durchzuführen, einschließlich der Aktivitäten der Anerkennung, Exploration und Forschung, Bewertung, Entwicklung, Exploration und Behandlung, Verarbeitung, Raffination und Vermarktung von Bodenschätzen.

## Untergeordnete Behörden

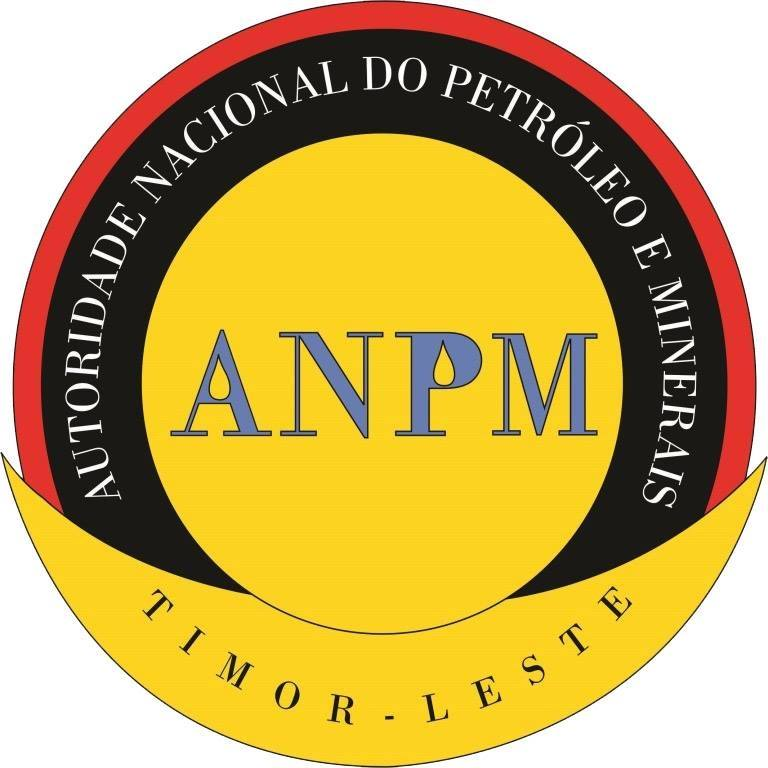
Autoridade Nacional do Petróleo e Minerais

Dem Ministerium sind die Autoridade Nacional do Petróleo (ANP), die Autoridade Nacional dos Minerais (ANM), die Timor Gap E.P. und das Instituto de Geociências de Timor-Leste (IGTL) unterstellt. ANP und ANM entstanden 2023 aus der Aufspaltung des Autoridade Nacional do Petróleo e Minerais (ANPM).